# Nobile collegio chimico farmaceutico
Il nobile collegio chimico farmaceutico fu fondato a Roma l'8 marzo del 1429 da Papa Martino V, il quale donò alla Corporazione dei farmacisti romani, la Collegiata di San Lorenzo in Miranda, all'interno del tempio di Antonino e Faustina. Da sempre distintosi per la formazione culturale, accademica e scientifica, è retto da 50 nobili collegiali che si sono distinti per alto merito professionale, oltre che essere residenti a Roma.

## Storia
La donazione della Collegiata di San Lorenzo eretta all’interno dell’antico Tempio Romano che l’imperatore Antonino volle edificare nel 142 d.C. in onore di sua moglie Faustina di fatto esaudiva le richieste della Corporazione dei Farmacisti che così poteva avere un luogo sacro dove raccogliersi in preghiera e riflettere sui valori cristiani e sociali dell’arte. 
Nel 1602 la Corporazione degli Speziali decise di costruire una Chiesa, sempre all’interno del Tempio Romano, che ancora oggi, nella sua magnificenza, è vanto dei Fori imperiali, di Roma e dei Farmacisti Italiani. La Chiesa prese il nome di San Lorenzo de’ Speziali in Campo Vaccino. 
Eretto l’intero complesso, il Nobile Collegio de’ Speziali, per volere Papale, fu incaricato di svolgere quelle funzioni istituzionali che oggi sono proprie del Ministero della Sanità, dell’Ordine professionale, dell’Università’. 
Nel 1871, con l’annessione di Roma allo Stato Italiano, tali prerogative decaddero ed il Nobile Collegio Romano dei Farmacisti, la più antica sede dell’Arte farmaceutica del mondo, iniziò a svolgere funzioni accademiche, culturali e sociali. 
Il Nobile Collegio Chimico Farmaceutico - Universitas Aromatariorum Urbis, e’ retto da cinquanta Nobili Collegiali effettivi ai quali sono richiesti meriti professionali e scientifici, integrità di costumi ed essere Farmacisti in Roma. Ne possono far parte, inoltre, personalità, docenti e Farmacisti che in virtù del loro alto impegno professionale, hanno meritato la qualifica di Nobile Collegiale honoris causa. L’impegno precipuo della Nostra Antica Istituzione, in quanto Università privata, pur sempre nell’osservanza dello spirito cristiano raccomandato dalla Bolla di Martino V, è quella di promuovere ricerche e studi sulla Storia della Farmacia, sulle Scienze Farmaceutiche e Sociosanitarie, oltre che tutelare la Chiesa officiante di San Lorenzo de’ Speziali. 
In particolare il Nobile Collegio promuove conferenze, corsi di aggiornamento professionale su discipline di interesse farmaceutico (Fitoterapia, Omeopatia, Alimentazione, Storia della Farmacia ecc.). Inoltre grazie alla sua Accademia Romana di Storia della Farmacia e di Scienze Farmaceutiche accoglie, studiosi, Colleghi meritevoli, personalità che con i loro studi e ricerche vogliono valorizzare la Farmacia, la sua tradizione, il suo impegno scientifico e sociale. 
Il Complesso del Nobile Collegio-Universitas Aromatariorum comprende:
- La Chiesa di San Lorenzo de’ Speziali, costruita nel 1602 all'interno del Tempio romano di Antonino e Faustina (141 d.C.), che ospita opere di Pietro da Cortona, Vanni, Domenichino, Alessandro Fortuna e altri maestri.
- Una collezione privata di Arte Farmaceutica e Storia della Farmacia, che include albarelli di diverse epoche, mortai in bronzo, strumenti di laboratorio, vetreria antica, medaglie di varie epoche, stampe e quadri antichi.
- Una biblioteca composta da oltre mille manoscritti, antichi statuti, Farmacopee di vari paesi, testi elaborati nel XVI secolo e opere di recente pubblicazione.
- Un archivio che conserva la storia della Corporazione degli Speziali Romani dal 1430 ad oggi